# Снопов, Александр Иванович
Александр Иванович Снопов (род. 8 июля 1931 года, Ростов-на-Дону) — учёный, доктор технических наук, профессор, почётный работник высшего профессионального образования Российской Федерации. Обладатель звания «Заслуженный деятель науки и образования» и "Основатель научной школы «Газодинамика тонкого слоя». Академик Российской Академии Естествознания. Он награжден нагрудным знаком «Золотая кафедра России».

## Биография
Александр Иванович Снопов родился 8 июля 1931 года в городе Ростове-на-Дону. Его отец был рабочим. Семья жила в доме по улице Плехановской.
В ноябре 1941 года, и с августа 1942 по февраль 1943 года пережил две оккупации Ростова-на-Дону. Александр Снопов начал работать в колхозе, когда ему еще не было и 12 лет. Семья переехала жить в станицу Усть-Джегутинскую Ставропольского края. Осенью 1944 года вместе с родителями вернулся жить в Ростов-на-Дону.
После окончания школы, в 1949 году стал студентом физико-математического факультета Ростовского государственного университета. Своей специализацией он выбрал механику. Его научным руководителем был профессор А. К. Никитин, среди его учителей — учёные Н. Н. Моисеев и И. И. Ворович.
После окончания университета, в 1954 году Александр Иванович Снопов стал аспирантом Ростовского государственного университета. В период 1957—1960 год он работал старшим преподавателем в Мордовском государственном университете на кафедрах сопротивления материалов и высшей математики. 1 сентября 1960 года начал работать в Ростовском государственном университете. В 1961 году защитил кандидатскую диссертацию «Плоская задача гидродинамической теории газовой смазки» в Саратовском государственном университете. В Ростовском государственном университете он работал старшим преподавателем, доцентом кафедры теоретической гидроаэромеханики. В 1969—1972 году был заведующим кафедры теоретической гидроаэромеханики. В 1985 году А. И. Снопов защитил докторскую диссертацию на тему «Теория смазки газовых опор турбомашин (основные методы расчета газостатических подшипников и уплотнений плавающего типа)» в Институте машиноведения АН СССР.
Научная деятельность Александра Снопова была связана с исследованиями течений вязких газов, проблем турбоэффекта в газостатических опорах.
1 февраля 1986 года стал заведующим кафедрой теоретической гидроаэромеханики Ростовского государственного университета.
Ему было присвоено звание профессора в 1988 году.
Профессор Снопов был дипломным руководителем для таких учёных, как профессор А. Ю. Табунщиков, профессор В. А. Чайкина, профессор А. И. Кондратенко.
В 1986 году был награжден серебряной медалью ВДНХ СССР за успехи в развитии народного хозяйства СССР. В 2000 году получил награду Минобразования РФ — нагрудный знак «Почетный работник высшего профессионального образования Российской Федерации». В 2009 году ему были присвоены почётные звания "Основатель научной школы «Газодинамика тонкого слоя» и «Заслуженный деятель науки и образования».
Александр Снопов разработал PH-и P2H2-методы аналитического расчета полей давлений в газодинамических опорах, провел количественную оценку инерционных сил смазочного слоя, которые обеспечивают устойчивость вращения ротора в сферических и цилиндрических опорах. Он разработал теорию смазки сегментных газостатических подшипников, метод расщеплений для расчета гибридных газостатических подшипников и метод расчета газовых уплотнений с плавающими кольцами.
Награжден нагрудным знаком «Золотая кафедра России».